# Bergtjärnen (Fryksände socken, Värmland)
Bergtjärnen är en sjö i Torsby kommun i Värmland och ingår i Göta älvs huvudavrinningsområde.